# Rechtspflicht
Eine Rechtspflicht ist eine Verpflichtung, die auf einer Rechtsnorm beruht, also auf Gesetz, auf einer Verordnung oder auf anderen Rechtsquellen, und die mit staatlichem Zwang durchgesetzt werden kann. Die Rechtspflicht kann auch aus einem privaten oder öffentlich-rechtlichen Vertrag folgen. Im deutschen Rechtssystem ist sie elementarer Bestandteil der Rechtsordnung und weist natürliche und juristische Personen an, bestimmte Handlungen vorzunehmen oder zu unterlassen. Rechtspflichten gelten für alle Lebensbereiche des  Privat-, Straf- und öffentlichen Rechts.

## Etymologie und Geschichte
In heutiger Schreibweise erschien das Wort ersichtlich erstmals 1454 im Lehnsrecht des Sachsenspiegels. Samuel von Pufendorf gilt als Begründer der Pflichtenlehre, die er 1672 entwickelte und dabei davon ausging, dass Rechte für das Individuum nur im Rahmen der Pflichtenbindung bestehen und zur Erfüllung der Pflichten dienen. Christian Thomasius trennte zwischen der sittlichen Pflicht („Gewissenspflicht“) und der Rechtspflicht. Kant hielt fest, eine Rechtspflicht diejenige sei, „zu deren Leistung man gezwungen werden kann“.

## Rechtsgrundlagen
Ob und inwieweit von jemandem etwas gefordert werden kann, hängt davon ab, auf welcher Rechtsgrundlage eine erhobene Rechtspflicht beruht und wer den Befolgungsanspruch durchsetzen kann und will (Frage der Gesetzmäßigkeit der Verwaltung). Die Verletzung einer Rechtspflicht kann unterschiedliche Rechtsfolgen auslösen, je nachdem welcher Bereich der Rechtsordnung betroffen ist. Sanktionen bestehen bei Rechtsverletzungen beispielsweise darin, dass Geldbußen und Strafen verhängt werden. Im allgemeinen und besonderen Verwaltungsrecht können Verwaltungsakte erlassen werden und im Privatrecht können Schadensersatzansprüche resultieren, wenn Vereinbarungen nicht eingehalten werden beziehungsweise vorsätzlich oder fahrlässig gegen gesetzliche Normierungen verstoßen wird.

### Zivilrecht
Das Privatrecht unterliegt im Rahmen der Privatautonomie der Vertragsfreiheit § 311 BGB. Rechtspflichten ergeben sich aus einer Vielzahl von Gesetzen, vornehmlich dem Bürgerlichen Gesetzbuch (BGB), aber auch anderen Gesetzen wie etwa dem Handelsgesetzbuch (HGB). Rechtspflichten sind vertragliche Leistungspflichten (§ 241 BGB) oder die deliktische Schadensersatzpflicht bei rechtswidriger Verletzung von Rechtsgütern (§ 823 BGB).

### Strafrecht
Die Rechtspflichten im Strafrecht statuieren sich in Form von Verhaltensgeboten und Verhaltensverboten. Zuwiderhandlungen sind mit Strafe bedroht, die Ermächtigungsgrundlagen finden sich vornehmlich im Strafgesetzbuch (StGB) und Gesetz über Ordnungswidrigkeiten. Klassische Rechtspflichten sind die Pflicht zur Hilfeleistung in Notfällen (§ 323c StGB) oder das Verbot von Körperverletzungen (§§ 223§ ff. StGB).

### Öffentliches Recht
Im Bereich des öffentlichen Rechts finden sich Rechtspflichten in einer Vielzahl von Gesetzen und Vorschriften, etwa dem Grundgesetz, dem Sozialrecht oder dem allgemeinen und besonderen Polizeirecht (Polizeigesetze der Länder, Baugesetzbuch). Beispiele sind die Befolgung der Schulpflicht (nach Ländervorgaben), die Meldepflichten bei einem Wohnsitzwechsel (§ 17 BMG) oder die Einhaltung von Bauvorschriften gemäß den §§ 29 ff. BauGB.